# Західний Берлін

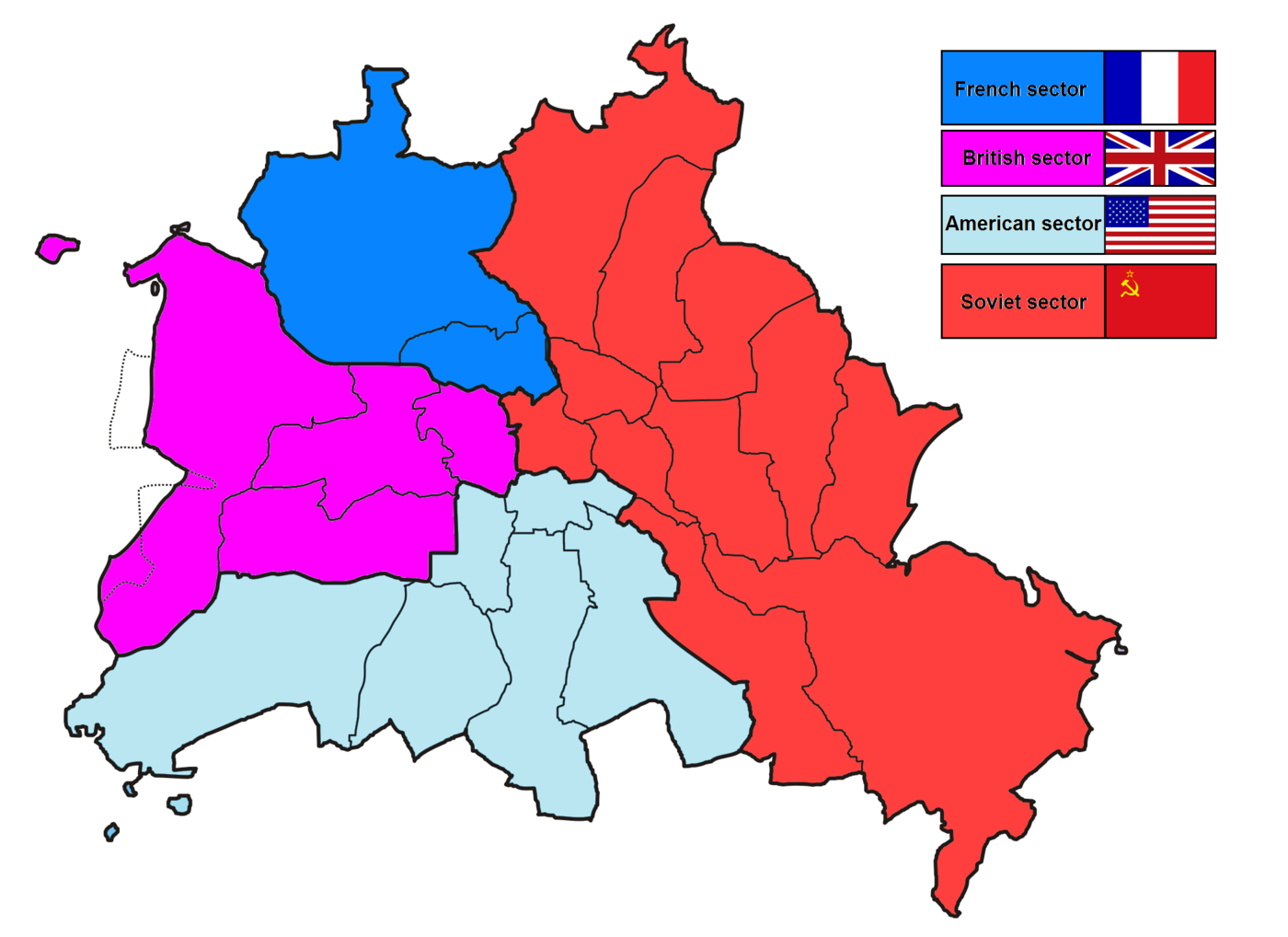
Чотири окупаційні сектори Берліна. Західний Берлін має світло-синій, темно-синій і фіолетовий колір із кількома ексклавами. Межі районів станом на 1987.

За́хідний Берлі́н (англ. West Berlin, фр. Berlin-Ouest, нім. West-Berlin нім. вимова: [ˈvɛstbɛʁˌliːn] ( прослухати)) — політичний анклав, що існував з 1948 по 1990 рік на території американського, французького та британського секторів окупації Берліна. Західний Берлін був анклавом, з усіх боків оточеним територією НДР, що містила в собі радянську зону окупації власне Німеччини плюс радянський сектор в Берліні (Східний Берлін). Хоча Західний Берлін де-юре не був частиною Західної Німеччини, він не мав жодного суверенітету та перебував під військовою окупацією до возз’єднання Німеччини в 1990, на цю територію претендувала Федеративна Республіка Німеччина (ФРН). Законність цієї претензії оскаржувалась Радянським Союзом та іншими країнами Східного блоку, хоча Західний Берлін де-факто політично приєднався до ФРН з травня 1949, після чого був прямо чи опосередковано представлений у її федеральних установах, і більшість його жителів були громадянами ФРН.
Західний Берлін формально контролювався західними союзниками та був повністю оточений контрольованими Радянським Союзом Східним Берліном і Східною Німеччиною. Західний Берлін мав велике символічне значення під час холодної війни, оскільки жителі Заходу вважали його «островом свободи». Його значною мірою субсидувала Західна Німеччина як «вітрину Заходу. Багате місто, Західний Берлін був відомий своїм виразним космополітичним характером, а також як центр освіти, досліджень і культури. З приблизно двома мільйонами жителів Західний Берлін мав найбільше населення серед усіх міст Німеччини в епоху холодної війни

## Правовий статус
З юридичної теорії, якої дотримувалися західні союзники, окупація більшої частини Німеччини закінчилася в 1949 створенням Федеративної Республіки Німеччина (Західна Німеччина) 23 травня та Німецької Демократичної Республіки (Східна Німеччина) 7 жовтня. Згідно зі статтею 127 Основного закону (або конституції) Федеративної Республіки було передбачено, що федеральні закони поширюються на Великий Берлін (як Берлін називався під час розширення його муніципальних кордонів у 1920), а також на Баден, Рейнланд-Пфальц. і Вюртемберг-Гогенцоллерн протягом одного року після його оприлюднення. Однак, оскільки окупацію Берліна можна було припинити лише чотиристоронньою угодою, Берлін залишався окупованою територією під формальним суверенітетом союзників. Отже, Основний закон не був повністю застосовний до Західного Берліна.
4 серпня 1950 року Палата депутатів, законодавчий орган міста, прийняла нову конституцію, проголошуючи Берлін землею Федеративної Республіки, а положення Основного закону мають обов’язкову силу. до закону землі Берлін (стаття 1, пункти 2 і 3). Однак це стало статутним законом лише 1 вересня і лише після включення положення західних союзниківзгідно з якою ст. 1, пункти 2 і 3, на даний час відкладено; положення стали чинним законом лише 3 жовтня 1990 (день об'єднання Німеччини). У ній зазначено:
Стаття 87 тлумачиться так, що протягом перехідного періоду Берлін не матиме жодних атрибутів дванадцятої землі. Положення цієї статті щодо Основного закону застосовуватимуться лише в обсязі, необхідному для запобігання конфлікту між цим Законом і Берлінською конституцією....
Таким чином, громадянські свободи та особисті права (крім конфіденційності телекомунікацій), гарантовані Основним законом, також були дійсними в Західному Берліні.
Крім того, західнонімецькі федеральні статути могли набути чинності в Західному Берліні лише після схвалення законодавчої влади міста.
Неоднозначний правовий статус міста, яке тоді ще юридично називалося Великим Берліном (хоча технічно охоплювало лише західні сектори), означав, що жителі Західного Берліна не мали права голосувати на федеральних виборах. У своєму повідомленні про дозвіл від 12 травня 1949 року три західні військові губернатори Німеччини пояснили своє застереження в № 4 таким чином:
Таким чином, жителі Західного Берліна були опосередковано представлені в Бундестазі в Бонні 22 делегатами без права голосу обраними Палатою депутатів.

## Блокада Західного Берліна
1 квітня 1948 року вийшов наказ радянської воєнної адміністрації в Німеччині про короткострокове закриття кордонів радянської зони окупації. Західні союзники були змушені постачати в цей час свої гарнізони в місті повітряним шляхом.

## Об'єднання Берліна
12 вересня 1990 року в Москві було підписано договір «два плюс чотири» (НДР і ФРН + СРСР, США, Велика Британія, Франція), що поклав початок об'єднанню Німеччини, представники Західного Берліна не брали участь у його підписанні.
Офіційно Західний Берлін припинив існувати 3 жовтня 1990 року о 0:00 за центральноєвропейським часом, коли західна і східна частини Берліна об'єдналися в одне місто. Згодом єдиний Берлін став столицею Німеччини.